# Теума, Тедди
Тедди́ Тёма́ (фр. Teddy Teuma; 30 сентября 1993, Тулон, Франция) — мальтийский и французский футболист, полузащитник клуба «Реймс» и сборной Мальты.

## Клубная карьера
Уроженец Тулона, на взрослом уровне начинал выступать в составе клуба четвёртой французской лиги «Йер», где провёл четыре сезона. Летом 2015 года перешёл в клуб третьего дивизиона «Булонь», где за два года сыграл 55 матчей и забил 2 гола. Перед началом сезона 2017/18 перешёл в другой клуб третьего дивизиона «Ред Стар» и по итогам сезона стал победителем лиги Насьональ. Следующий сезон вместе с клубом начал в Лиге 2, где в первой части сезона сыграл 13 матчей и забил 1 гол. 17 января 2019 года покинул команду и перешёл в клуб второго дивизиона Бельгии «Юнион». В сезоне 2020/21 Теума был капитаном «Юниона» и помог клубу стать победителем второго дивизиона. Таким образом, спустя 48 лет, «Юнион» вернулся в высшую лигу Бельгии.

## Карьера в сборной
В августе 2020 года Теума, имеющий мальтийские корни, получил гражданство Мальты и был вызван в национальную сборную на сентябрьские матчи Лиги наций УЕФА. Дебютировал за команду 3 сентября в гостевом матче со сборной Фарерских островов (2:3), в котором вышел на замену на 79-й минуте вместо Мэттью Гийомье.

## Достижения
«Ред Стар»
- Победитель Национального чемпионата Франции (D3): 2017/18

«Юнион»
- Победитель Второго дивизиона Бельгии: 2020/21